# Кизилтепе
Кизи́лтепе́ (тур. Kızıltepe (kızıl — червоний, tepe — пагорб) — місто в Туреччині, в Південно-Східній Анато́лії (Турецький Курдистан). Є найбільшим містом і адміністративним центром однойменного району провінції Мардін.

## Назва
За багато років існування місто декілька разів міняло свою назву. Перший найстаріший відомий топонім в історії Кизилтепе: Дунайсі́р (курд. Dunaisir, араб. دُنَيصَ). Через те, що в районі проживало багато вірмен, наступним ім'ям, яке отримало місто, було Тілерме́н або Тіль-Арме́н (вірм. Թիլ Արմեն, араб. ل أرمن (أرمن — вірменський, تل — пагорб)). Потім до 1931 року місто йменували Кочхіса́р або Косе́р (тур. Koçhisar, осман. قوجحصار або осман. قۆسەر). В ісламських джерелах місто фігурує як Дунайсір, так і Кочхісар.
Після створення турецької держави Указом від 13 жовтня 1929 року було засновано однойменний район під старою назвою Кочхісар, а в 1931 році назву міста і району було змінено на Кизилтепе і місту було надано статус районного центру провінції Мардін.

## Історія
Дата заснування поселення Кизилтепе достеменно не відома, але сходить за роки до Різдва Христового. Його історія базується на історичних артефактах та залишках стародавніх поселень, які перетворилися на руїни. З огляду на археологічні знахідки, вважається, що життя в цьому районі почалося не менше як 2000 років тому. Місцем першого поселення в районі, вочевидь, є Харамхатта́т, невелике селище за 10 км на південь від сучасного центру міста.
Район Кизилтепе протягом всієї історії був жвавим торговим і житловим центром поселень, розташованих на дорогах, що з'єднують Урфу і Діярбакир з Мосулом. Ці маршрути відігравали помітну роль у середньовічній анатолійській турецькій історії, на ранніх етапах тюркизації Анатолії та у зв'язках між Анатолією та Північною Сирією. Так склалося завдяки заснуванню міста на родючих землях Месопотамії, а також розташуванню на перехресті Шовкового шляху, важливої торговельної артерії між Азією та Європою. Через цю особливість місто було свідком багатьох воєн, було неодноразово пограбоване різними завойовниками, і входило до складу різних держав.
Близько 1600 року до н. е. територія сучасної провінції Мардін належала до першої в Малій Азії великої імперії, заснованої хеттами. Потім на ці землі вторглися дорійці, які поклали край пануванню хеттів. В X столітті до н. е. іонійські, еолійські і дорійські греки заселили все узбережжя Малої Азії і заснували багато міст і поселень. В VII—VI ст. до н. е. західну частину Малої Азії завоювали лідійці. В 546 році до н. е. Крез, останній цар Лідії, втратив свою імперію під натиском персів, які почали панувати на всій території Малої Азії, включаючи грецькі приморські міста.

### Ахеменіди (Перське царство)
Імперія Ахеменідів — Перське царство в 539—331 роках до н. е. було найбільш динамічною державою Близького Сходу. Під час правління імператора Дарія І Персія почала управлятися шляхом поділу на регіони під керівництвом сатрапів, а регіон Мардіна був пов'язаний з сирійсько-фінікійсько-палестинською сатрапією. Перське панування в регіоні закінчилося в 331 р. до н. е., коли Александр Македонський розбив перську армію Д́арія III під Ербілєм.

### Селевкіди
Після смерті Александра Македонського в 323 р до н. е. полководці і військові правителі (діадохи) почали ділити між собою імперію на держави-наступники. Внаслідок цієї боротьби регіон Мардіна перейшов до династії Селевкідів, які захопили майже всю східну частину колишньої імперії.
Цар Селевкідів Анті́ох IV Епіф́ан намагався поширити еллінську культуру серед корінних народів регіону, і на це відреагували арамеї і вірмени в Парфії. Це протистояння почало перетворюватися в конфлікти, і зрештою парфяни стали досить сильними, щоб загрожувати присутності в регіоні Селевкідів під керівництвом царя Мітріда́та I. Селевкіди почали втрачати один за одним свої важливі центри на узбережжі Т́игра. Остаточно вони позбулися влади над регіоном під час військових дій у 129 р. до н. е., які вели сирійський цар Анті́ох VII Сіде́т та парфянський цар Фраа́т II.
|  | Поразка Антіоха Сідета була катастрофою еллінізму у континентальній Азії і одночасно Держави Селевкідів. — Походження і початки християнства, 1921—1923Оригінальний текст (нім.) Katastrophe des Hellenismus im kontinentalen Asien und zugleich die des Seleukidenreichs. — Ursprung und Anfänge des Christentums, 1921—1923 |

### Осроена (Едеське царство)
У той час як вплив парфян в регіоні збільшувався, арамеї разом із вождями арабського племені орроі (осроі), що захопили західну частину Межиріччя (Осроену), в 132 до н. е. заснували в регіоні Шанлиурфи Едеське царство, головним містом якого була Ед́еса.
Царство, вплив якого сягав до території сучасного Кизилтепе, недовго залишалось незалежним. Місцеві володарі змушені були визнавати над собою владу парфянських царів, а потім, при правителі Абѓарі I, Едеське царство було завойоване внаслідок тиску вірменів. Протягом 88—70 років до н. е. якийсь час Осроена входила до складу вірменської держави Тиграна II.

### Велика Вірменія
Тигра́н II, зійшовши на престол в 95 до н. е., почав об'єднання Вірменії. У 94 році до н. е. він уклав військово-політичний союз і поріднився з понтійським царем Мітрід́атом VI Євпа́тором. В результаті цієї домовленості Тигран підпорядкував Сирію і території на сході, углиб Передньої Азії, а Мітрідат — Малу Азію.
В 93 р. до н. е. Тигран II розпочав війну спочатку проти Каппадо́кії, а потім на сході — проти старих ворогів Вірменії парфян. Перейшовши річку Тигр, Тигран II захопив міста Едесу і Ніс́і́біс. Війна закінчилася у 85 р. до н. е. укладенням миру, за яким Парфія поступилася Вірменії всією Месопотамією і визнала себе залежною від Тиграна II. У 83 р. до н. е. в столиці Селевкідів — Антіо́хії, Тигран II Великий був проголошений царем Сирії і прийняв титул «царя царів» (шахінша́ха).
Об'єднавши величезну кількість підкорених земель у своє царство, Тигран II Великий почав у 77 р. до н. е. будувати на крайньому південному заході власне Великої Вірменії (на північ від міста Діярбаки́р, на місці сучасного міста Сильва́н в Південній Туреччині,) нову столицю, якій дав назву Тигранаке́рт.
Заснування Тигранакерту спричинило великі зміни в етнічному складі населення регіону Мардіна. Для протидії персидському впливу і з метою подальшої еллінізації, згідно з «Географією» Страбона, Тигран переселив до нової столиці Великої Вірменії жителів 12 підкорених еллінських міст, тоді як Аппіан оцінює кількість насильно переселених з Каппадокії та  Кілікії  в 300 тисяч. Плутарх згадує, що окрім греків з Кілікії Тигран переселив багато євреїв, насильно викрав у Тигранакерт населення зруйнованих районів Адіабе́ни, Ассириї, Кордуе́ни, Каппадокії  та Коммаге́ни, які були підкорені ним близько 77 року до н. е.: «З інших народів він зігнав з колишніх місць також кочові племена арабів, яких поселив ближче до своєї столиці, щоб використовувати їх».
З часом спорідненість з Мітрідатом VI Євпатором втягла Тиграна у війну з римлянами. Але він не тільки не готувався до війни, а й був зайнятий виключно продовженням будівництва Тигранакерта. Така бездіяльність монарха під час Третьої Митридатової війни стала його великою політичною помилкою, що призвела до фатальних наслідків для його держави. Під час битви під стінами Тигранакерта 6 жовтня 69 р. до н. е. Тигран II зазнав поразки від війська римського полководця Луку́лла.

### Східна Римська імперія
Край вірменському пануванню в регіоні поклала Східна Римська імперія (Візантійська імперія), що просуваючись до Західної Азії, захопила рівнину, на якій розташувалися Кизилтепе і Нусайбін. 

#### Парфяне
Тим часом, скориставшись вірмено-римської війною, проти влади Вірменії виступили парфяне, підбурювані Римом. Тигран II виявився не в змозі вести війну відразу проти двох могутніх держав — Рима і Парфії. Проти нього повстала і частина вірменської знаті, і населення завойованих вірменським царством країн і міст. У зв'язку з цим Тиграну II довелося підписати в 66 році до н. е. договір з римським полководцем Ґне́єм Помпе́єм Великим, за яким Велика Вірменія втратила майже всі свої завоювання, а Сирія, Коммагена і Кілікія потрапили під владу Риму. Третя Мітрідатова війна різко зміна політичну карту Східного Середземномор'я і утвердила гегемонію Риму майже у всій Малій Азії.

#### Арамеї
Територія південного сходу Малої Азії до I століття н. е. була поділена на різні арамейські князівства. В 115 році н. е. велика частина арамеїв, що прийняли християнство з початком нашої ери, була знищена в східній кампанії римського імператора Траяна. Під час наступу Траяна на північно-західну Месопота́мію були зайняті основні міста — Нісібис (Нусайбін) та Мардін. Наприкінці року Месопотамія була також оголошена римською провінцією. 

#### Сасаніди
У III столітті регіон став зоною конфлікту Сасанідської Держави і Римської імперій, він постійно переходив з рук у руки і кордони були досить мінливими.

#### Візантія
Впродовж перебігу з IV по VI століття внаслідок розділу Римської імперії на східну (елліністичну, грецьку) та західну (латинську) виникла Візантія (Східна імперія). В часи свого правління  (324—337) візантійський імператор Костянтин I (Великий) реорганізував імперію, зробив столицею Константинополь (Царгород, Віза́нтій), і запровадив на державному рівні християнство.

#### Гуни
В середині V століття Східна Римська імперія неодноразово переживала навалу гу́нів. Каган гунів Атті́ла після невдалого походу до Персії і Вірменії в 447 році захопив великі території Візантії і приєднав їх до Гунської імперії. Але спроби взяти сильно укріплений Константинополь не зробив, натомість уклав з імператором Феодо́сієм II мир.
У 502 році регіон Кизилтепе-Мардіна став штаб-квартирою Візантії на сході. Сасаніди створили сильний гарнізон в Нусайбіні, зміцнивши імператора Фла́вія Анаста́сія.

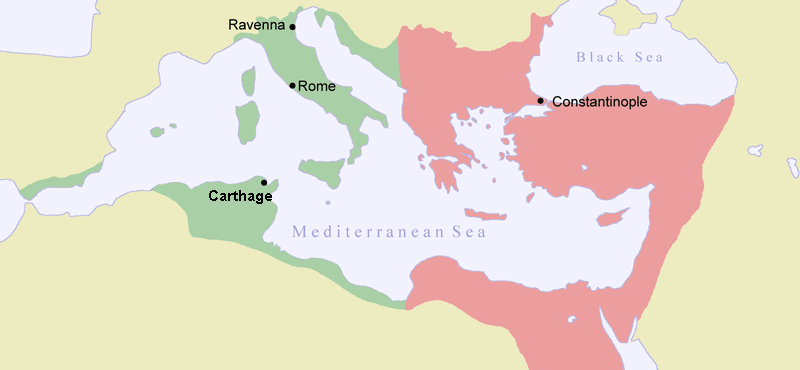
Візантійська імперія (близько 550 р.) Зеленим позначено завоювання під час правління Юстиніана I

Східна Римська імперія періоду правління Юстиніа́на I (527—565) досягла найбільшого територіального розмаху. Останні два століття свого існування (IV та V століття) імперія існувала вже тільки як регіональна держава. Вже з другої половини VI століття, після періоду Юстиніана І держава ввійшла у смугу економічного і військового занепаду. Падіння дисципліни і засилля варварів-леґіонерів підривало військо зсередини, і Візантія поступово втрачала свої володіння на заході та сході, одночасно захищаючись від ланґоба́рдів, вестґо́тів та персів.

#### Тюрки
У середині 50-х років VI століття на кордонах з'явилися тюрки, які в союзі правителем сасанідської Персії шахиншахом Хосро́вом І Ануширва́ном здолали ефталі́тів. Тюрки прагнули здобути право вільної торгівлі між Китаєм та Візантією, але Великий шовковий шлях монопольно контролювали перські шахи, тому тюркські правителі вирішили взяти Персію в дипломатичну блокаду. У своїх планах вони розраховували на Візантію.

#### Авари
У 60-х роках VI століття на кордоні дунайських провінцій Візантії з'явилися авари. У 558 р. до Візантії вирушило посольство Аварського каганату — кочовики зобов'язувались охороняти кордони імперії на Дунаї, а басилевс мав виплачувати їм за це щорічну данину. Відчувши свій вплив на імперію, аварська знать почала вимагати від Константинополя збільшення данини і дозволу селитися на землях, а потім авари разом з подунайськими слов'янами почали дедалі частіше нападати на Візантію.
У 568 р. до Константинополя прибуло тюркю́тське посольство на чолі з согдійським купцем Маніахом. За укладеною угодою імперія дозволяла тюркютам здійснювати контроль над Великим шовковим шляхом. Під час тюркютсько-візантійських переговорів було досягнуто домовленості про спільні воєнні дії проти Персії та аварів.

#### Арабські завоювання
Візантійсько-сасанідська війна 602—628 років виснажила ресурси Візантії, і під час ранніх мусульманських завоювань у VII столітті вона займала лише територію Греції та Малої Азії. Решта її територій поступово була анексована османами під час візантійсько-османських війн.
У 640-х роках регіон, в якому більшість місцевого населення становили християни, зіткнувся з ісламом і почав піддаватися інтенсивному процесу арабізації. В результаті інтенсивних набігів і поселень арабських племен і племінних федерацій до VIII століття регіони Кизилтепе і Мардін арабізувалися значною мірою.

#### Хозари
У другій половині VI століття у візантійських джерелах вперше згадані хозари, чия державність виникла на західній окраїні Тюркського каганату. Під час Ірансько-візантійської війни хозари вперше виступили як самостійна сила, врятувавши імперію Ромеїв від імовірної загибелі. Коли у 626 році Константинополь опинився в облозі іранської армії шахіншаха Хосро́ва II Парві́за та балканських військ (аварів, булгар та слов'ян), імператор Іраклій І уклав союз із хозарами. Візантійсько-хозарські війська спустошили Південний Кавказ, а далі візантійці, без участі хозарів, вдерлися до Месопотамії і повернули від Сасанідів всі підкорені території.

#### Македонська династія
Під час правління Македонської династії (IX—XI століття) Візантійська імперія знову розширилася і пережила двостолітнє відродження. По завершенню правління династії експансія в IX—XI століттях змінилася серйозними втратами і розпадом країни. Наприкінці IX століття — на початку X століття з приходом до влади князівства Хамдані́ в регіоні Мардін відновилося арабське панування, у 990-х роках Кизилтепе надовго потрапив в руки курдської династії Марва́нів.

#### Турки-сельджуки

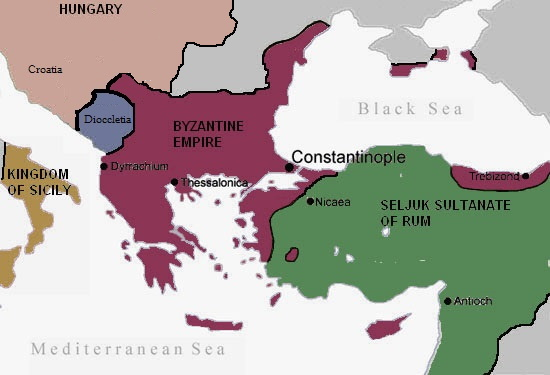
Візантійська імперія в 1090 році, перед хрестовими походами

Через часті повстання феодалів, громадянські війни і, як слід, зміни влади, анархія чимраз зростала, внутрішня і зовнішня криза, від якої страждала імперія, ставала все більш важкою. На заході країна розпадалася під ударами хрестоносців-норма́нів, але основна небезпека насувалася зі сходу — 1071 року Роман IV Діоген зазнав поразки від сельджуків під Маназке́ртом (Манцикерт, Вірменія), що призвело до втрати більшої частини Малої Азії.
У 1097—1176 рр. візантійські армії поступово відвойовували свої колишні володіння, визволяючи від володарювання турків-сельджуків узбережжя Малої Азії. Серію перемог Візантії і кампанію з повернення нею Анатолії було припинено, коли у 1176 р. імператор Мануїл I Комнін зазнав поразки від турків під проводом Конійського султана Кили́ч-Арсла́на І. Поразка Східної імперії в Битві при Міріокефало́ні дозволила туркам-сельджукам вкоренитися на Малоазійському півострові, що отримав нову назву «Турчия» (Туреччина).

#### Хрестові походи
1204 року Константинополь захопила армія хрестоносців. Візантія розпалася на низку держав — Латинську імперію й Ахейське князівство, створені на територіях, захоплених хрестоносцями, і Нікейську, Трапезундську і Епірську імперії, що залишилися під контролем греків.
Друге падіння Константинополя під ударами Османської імперії 30 травня 1453 року означало занепад східної частини Римської імперії й утворення на її основі Османської імперії (один з титулів османських султанів — імператор римський).

### Огузи: Артукіди та Сельджуцький султанат
У Х столітті племена тюрків-огу́зів рушили на завоювання Близького Сходу. Спочатку вони підкорили частину нинішнього Туркменістану, південну частину нинішнього Узбекистану, частину південного Казахстану.
У XI столітті тюрки-огузи приступили до створення державного об'єднання, що стало відомим як держава Сельджу́ків. Її засновником і першим правителем (з 1038 року) вважається Мухамма́д Тогру́л-бек, онук Сельджука, який прийняв потім титули султана та  «маліка (тобто цар) Сходу і Заходу». Огузи почали поступово підкорювати захід, їх метою стала Мала Азія, яка входила в той час до складу Візантійської імперії.
У 1042 році Тогрул-бек направив 10-тисячну кінноту в Східну Анатолію, яка перебувала тоді під владою династії Марванідів. Завоювавши південно-східну Вірменію, сельджуки вийшли безпосередньо на кордон з Візантією. 1071 року султан Альп-Арсла́н завдав нищівної поразки у битві при Манцикерті візантійському імператорові Роману IV Діоге́ну, захопивши його в полон. Ця битва вважається поворотним пунктом в історії Візантійської імперії. Протягом наступних 15 років сельджуки захопили більше 9/10 території Малої Азії, а грецьке населення заміщалося турецьким. Кизилтепе і регіон Мардін у 1085 році були завойовані Артукі́дами.
Артукіди — тюркська династія, що походила з огузького племені Огуз Дьоґер Бозоклар. Вона була заснована як анатолійський бейл́ик в Імперії Сельджуків Арту́ком бін Ексі́бом, вождем племені, в 1102 році . Артукіди панували у східній Анатолії, Північній Сирії та Північному Іраку в XI-ХІІІ століттях. Нащадки Артука правили трьома гілками в регіоні, одна з двох головних гілок володарювала у провінції Мардін між 1107 та 1186 роками: Сокме́н, син Артука, був беєм Мардіна.
Беззаперечну владу над провінцією Артукіди мали після того, як Мухаммед ібн Кара-Арслан вступив у союз з єгипетським султаном Сала́х ад-Діном проти румського султана Килич-Арслана II. За союзницьку відданість Салах ад-Дін передав 1183 року Амід (нині Діярбакир) в управління Мухаммеду. Після цих подій значення міста Кизилтепе зросло. Під час правління атабека Алпи Наджм ад-діна (1152—1176), який у джерелах згадується як вік процвітання та розвитку, Дунайсір (Кизилтепе) став культурним та комерційним центром.
За часів володарювання члени династії Артукідів залишили багато архітектурних пам'яток, Велика мечеть Кочхісар в Кизилтепе була збудована саме ними. Правителі Артукідів ввели в експлуатацію багато громадських будівель, таких як мечеті, базари, мости, лікарні та лазні на користь підданих. Вони залишили важливу культурну спадщину, зробивши внесок у літературу та мистецтво обробки металу.
В 70-80 роках XII століття, після відвоювання Східної та більшої частини Західної Анатолії, султаном Данішме́ндом була утворена сильна, динамічна держава зі столицею в Ко́ньї (грецький Іко́ніум). Сельджуцький султанат (Румський, Конійський султанат‎), що існував у 1077—1307 роках, був тюркською, суннітською ісламською монархічною державою в Малій Азії. На землях, завойованих турками-сельджуками у Візантійської імперії, панівною релігією був сунітський іслам , основними мовами були — турецька і перська.

Візантійська імперія. Сельджуцький султанат (близько 1180 р.)

Мардінські Артукіди тривалий час були васалами спочатку єгипетських Аюбідів, потім Румського султанату, монгольських Хулагуїдів, та Тимури́дів, аж до кінця династії Артукідів 1409 року. 
На початку XIII століття Східна Анатолія потрапила в зону діяльності багатьох туркменських племен. В регіоні Мардін-Діярбакир почали набувати впливу клани Кара́-Коюнлу́ та Ак-Коюнлу. В середині століття між ними почалися міжусобиці, але вони об'єдналися проти спільного ворога та попросили допомоги у мамлю́ків, коли султанат скорила монгольська орда онука Чингісхана — Хулагу́-хана. 1252 р. монголи увійшли до регіону Діярбакир, до 1256 р. вони методично знищили всі неоісмаїлітські твердині. 
До 1307 року залишки Сельджуцького султаната розпалися на низку бейликів, один з яких, бейлик Осма́на I, став ядром утвореної на початку XIV століття Осма́нської імперії.

### Османська імперія
Осман І (1258—1324), засновник Османської імперії, прибув до Анатолії з Мерва (Туркменістан) із 400 вершниками Золотої Орди для допомоги румелійським туркам-сельджукам у боротьбі з Візантією. Після занепаду Сельджуцького султанату в XIV столітті Анатолія опинилася розділеною на самостійні тюркські бейлики, піддані бейлика Османа стали називатися османами. В ході завоювань Осман І, що прийняв титул султана, розширив межі своїх володінь до кордону з Візантією.
Панівною релігією Османської імперії був сунітський іслам, основною мовою була османська турецька. Поштовхом до масової тюркизації було те, що протягом XI—XII ст. в Анатолію переселилися від 0,5 до 1,1 млн тюркських кочовиків.
XV—XVI століття були часом активної імперської експансії, були взяті під свій контроль основні торговельні шляхи між Азією та Європою, що забезпечило імперії тривале економічне зростання.
Османська імперія поступально розширювала свої кордони як через династичні шлюби, так і завдяки великим воєнним перемогам, які здобули османські султани і халіфи. 
Під проводом Селі́ма I Грозного, халіфа Ісламу, османи в союзі з курдськими племенами змусили Сефевидів піти з регіону Кизилтепе-Мардін у Чалдира́нській битві в 1514 році. У 1516 році, неподалік від нинішнього Кизилтепе, османська армія під командуванням Айя́с Мехме́т-паши́, бейлербе́я з Діярбакира, завдала поразки персидському війську Ісмаїла I, і регіон повністю перейшов до складу Османської імперії. Хоча за часів Артукідів Дунайсір (Кизилтепе) був важливим і багатим поселенням зі своїми базарами, караван-сараями, лазнями, мечетями і медресе, внаслідок руйнування через безперервні війни і пограбування він перейшов до рук османів в зруйнованому стані і поступово втратив своє значення, оскільки майже в той самий час втратив своє значення і Шовковий шлях. Місто залишилося в межах Мардінського району санджака Мардін (1518 р.).
За наступних султанів Мура́да III (1574—1595), Мехмеда III (1595—1603) й Ахме́да І (1603—1617) тривала неуспішна Довга турецька війна (1593—1606). Внаслідок безперервних воєн порушилася система набору військ, що спричинило падіння дисципліни. Через демобілізацію розгорілось повстання курдських джелялі 1595—1610 років, яке охопило усю Анатолію.
У 1603—1618 роках Османська імперія вела війну з персами. Попри воєнні невдачі та економічно-соціальні проблеми держава Османів залишалася могутньою. Але після поразки у Великій турецькій війні (1683—1699) імперія вступила в епоху занепаду. Країна сильно ослабла внаслідок корупції чиновництва, яничарських бунтів, поразок у російсько-османських війнах XVIII — XIX століть та націоналістичної політики молодоту́рків.
Сильним ударом по імперії стала Кримська війна 1853—1856 років. Османи отримали міграційну проблему — через війну близько 200 тисяч кримських татар переїхали до Балкан і Османської імперії; внаслідок геноциду черкеських народів до країни переселилися від 500 до 700 тисяч черкесів, що ще більше загострило міжетнічну ситуацію. Прагнення султана Абду́л-Ґамі́да II встановити панісламську ідеологію вилилися у християнські бунти, які спричинили масові вбивства вірмен та інших християн у 1894—1896 роках.
1908 року молодотурки повалили султана Абдул-Ґаміда II, після чого монархія в Османській імперії стала формальною. В січні 1913 року становився тріумвірат Енве́ра-паши, Талаа́та-паши та Джема́ля-паши.
Заслабла Османська імперія спробувала спертися на допомогу Німеччини. Це втягнуло її в Першу світову війну 1914—1918 років, що закінчилася поразкою Центральних держав. Після Першої світової війни, у 1917—1918 роках, країни-члени Анта́нти захопили близькосхідні володіння імперії.
30 жовтня 1918 року Блискуча Порта підписала Мудроське перемир'я. Його умови мали на меті підготувати остаточний поділ Османської імперії, а також використовувати її територію як плацдарм для боротьби з більшовицькою Росією. 

### Турецька Республіка
Дії західних держав в Туреччині викликали обурення населення. З початку 1919 року виникли осередки опору по всій країні: у січні 1919 року партизанський рух розпочався на півдні, а у травні — в західній частині Анатолії. Під керівництвом місцевої інтелігенції та офіцерства утворилися «Товариства захисту прав» населення. З-поміж керівників одного з них висунувся Мустафа́ Кема́ль-паша́.
В 1919 році на Ерзуру́мському та Сіва́ському конгресах, скликаних від імені Товариства захисту прав Анатолії та Румелії, було обрано на чолі з Мустафою Кемалем Представницький комітет, який став фактично виконувати функції тимчасового уряду Туреччини.
23 квітня 1920 р. в Анкарі були скликані Великі національні збори Туреччини (ВНЗТ), що проголосили себе єдиною законною владою в країні, Мустафа Кемаль Ататюрк став першим головою нового турецького уряду. З середини 1920 р. великі держави розгорнули за допомогою грецької армії відкриту збройну інтервенцію проти уряду в Анкарі. Турецькі націоналісти розпочали проти Антанти визвольну війну — Турецьку війну за незалежність (тур. Kurtuluş Savaşı).  
10 серпня 1920 року було укладено Севрський мирний договір. Турецький національний рух під головуванням Мустафи Кемаля відмовився його визнавати і до осені 1922 р. повністю звільнив територію Туреччини від іноземних окупантів. Греко-турецька війна 1919—1922 років, Кемалістська революція, перешкодили реалізації Мудроського перемир'я і призвели до підписання Муданійського перемир'я 1922 року. Цей акт завершив бойові дії під час національно-визвольної війни турецького народу проти інтервенції великих держав.
1 листопада 1922 року Великі національні збори визнали уряд Султанату в Константинополі незаконним і заявили, що Османський Султанат був скасований. Розпад Османської імперії зафіксували в Лоза́ннському мирному договорі 1923 року, що визначив нові кордони і засвідчив міжнародне визнання незалежної турецької держави.
29 жовтня 1923 року Мустафа Кемаль проголосив Туреччину республікою, хоча де-факто Туреччина була республікою зі створення Великих національних зборів Туреччини. Офіційною назвою держави оголошена «Турецька Республіка» (тур. Türkiye Cumhuriyeti). Новий республіканський уряд з 1923 р. по 1938 р. здійснив радикальні реформи у країні з метою її європеїзації та модернізації.
З проголошенням Республіки Кизилтепе зустрівся з сучасною адміністрацією. Кадри, які заснували Республіку, надавали великого значення Мардіну і, отже, Кизилтепе, через його стратегічне розташування. Кажуть, що Мустафа Кемаль приїздив до Кизилтепе в 1916 році і піднявся тут до звання генерала, і з цієї причини назвав Кизилтепе «містом, де я став пашою».

## Географія

### Розташування

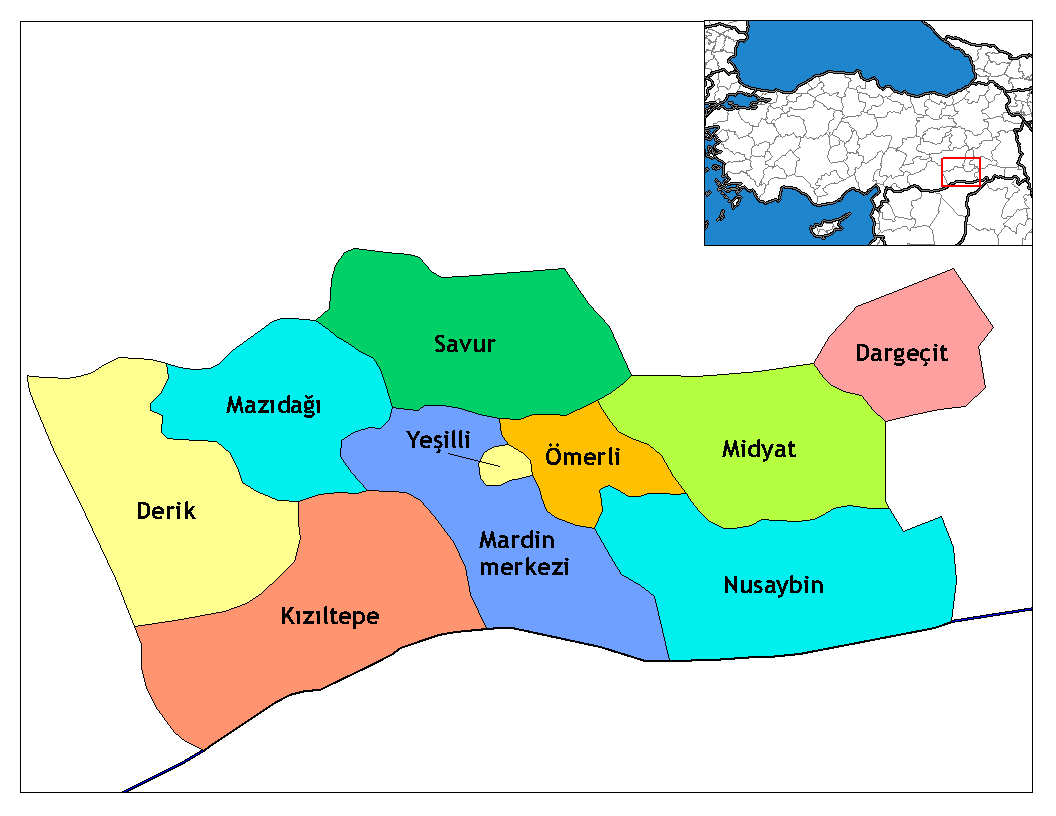
Райони провінції Мардін

Кизилтепе розташований в південно-східній частині країни, на південному заході провінції Мардін. Район межує на заході з провінцією Шанлиурфа́, на північному заході з районом Дері́к, на півночі — з Мазидаи́, на сході — з Мардіном, центром провінції. Південна межа району одночасно є кордоном Туреччини з Сирією.
Місто Кизилтепе знаходиться на відстані 15—20 км від Мардіна, і в 738 км на схід від столиці країни, Анкари́.
Площа району становить 1 416 370 га — рівнина Кизилтепе є найбільшою територією провінції Мардін. Більшу площу всіх земель, 1 319 250 га, займають землі сільськогосподарського призначення. Рівнина Кизилтепе утворює передгірний пояс протяжністю приблизно 120 км, який дуже багатий підземними водами та в основному використовується для сільського господарства.
|                                                |
| Рівнина Кизилтепе, провінція Мардін, Туреччина |

|                                                             |
| Курган Скорья, район Кизилтепе, провінція Мардін, Туреччина |

|                                                            |
| Село Сюреклі, район Кизилтепе, провінція Мардін, Туреччина |

|                                                    |
| Дорога до Кизилтепе з Мардіна, Туреччина. Панорама |

### Кліматичні умови
Кизилтепе має характеристики середземноморського клімату зі спекотним і вологим літом і м'якою і дощовою зимою. Середня річна температура — 18 ° С. Найтепліші місяці — липень та серпень із середньою температурою 32,0 °C. Найхолодніший місяць — січень, із середньою температурою 7,0 °С. Середня кількість опадів становить 350 міліметрів на рік. Найбільш вологий місяць — січень, коли випадає 87 міліметрів опадів, і найменш вологий — серпень, коли випадає 1 міліметр. Через невелику кількість опадів час від часу трапляються посухи. Оскільки провінція Мардін розташована в басейні річки Тигр, в Кизилтепе інтенсивно спостерігаються повені та паводки.
Рельєф району переважно плаский, горбистий на півночі. Структура ґрунтів району — глини й суглинок.
Туреччина розташована на активних лініях розлому, що викликають землетруси різної потужності в різних регіонах. Північноанатолійська лінія розлому, Східноанатолійська лінія розлому та Південно-Східна Анатолійська лінія розлому вважаються одними з найважливіших. Провінція Мардін відноситься до зони другого ступеня ризику землетрусів, Кизилтепе знаходиться в зоні помірного ризику.
6 лютого 2023 року в Малій Азії стався найсильніший землетрус з 30-х років минулого століття. Кількість загиблих внаслідок землетрусів у Туреччині та Сирії перевищила 50 тисяч. У районі Кизилтепе провінції Мардін під час землетрусу жінка померла від серцевого нападу.
| Клімат Кизилтепе         | Клімат Кизилтепе | Клімат Кизилтепе | Клімат Кизилтепе | Клімат Кизилтепе | Клімат Кизилтепе | Клімат Кизилтепе | Клімат Кизилтепе | Клімат Кизилтепе | Клімат Кизилтепе | Клімат Кизилтепе | Клімат Кизилтепе | Клімат Кизилтепе | Клімат Кизилтепе |
| Показник                 | Січ.             | Лют.             | Бер.             | Квіт.            | Трав.            | Черв.            | Лип.             | Серп.            | Вер.             | Жовт.            | Лист.            | Груд.            | Рік              |
| Середній максимум, °C    | 11               | 12               | 17               | 23               | 29               | 36               | 40               | 40               | 35               | 28               | 19               | 13               | 25               |
| Середня температура, °C  | 7                | 7                | 11               | 12               | 22               | 28               | 32               | 32               | 27               | 21               | 14               | 8                | 18               |
| Середній мінімум, °C     | 3                | 3                | 6                | 10               | 15               | 20               | 24               | 24               | 20               | 15               | 9                | 4                | 13               |
| Норма опадів, мм         | 87               | 78               | 72               | 58               | 34               | 7                | 2                | 1                | 4                | 30               | 53               | 72               | 498              |
| ------------------------ | ---------------- | ---------------- | ---------------- | ---------------- | ---------------- | ---------------- | ---------------- | ---------------- | ---------------- | ---------------- | ---------------- | ---------------- | ---------------- |
| Джерело: Iklim Kızıltepe |                  |                  |                  |                  |                  |                  |                  |                  |                  |                  |                  |                  |                  |

## Адміністративне управління
Крім власне центрального міста Кизилтепе (тур. ilçe merkezi), до району входять ще 4 невеликих повітові містечка чотирьох муніципалітетів (тур. belediye) — Дікме́н, Ґьокче́, Шенйу́рт та Юджелі́ з населенням від 5 тисяч осіб, і близько 200 сіл (тур. köy). Під час адміністративної реформи 2013—2014 вони були переформовані в махаллє́ (тур. mahalle, квартал). Кожну махаллє очолює мухта́р (тур. muhtar) — староста, як головна посадова особа.

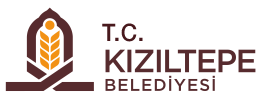
Логотип муніципалітету Кизилтепе, провінція Мардін, Туреччина

Райони в Туреччині носять ту саму назву, що і їхні центральні міста і управляються призначеним губернатором (тур. kaymakam). Муніципалітет районного центру також є муніципалітетом всього району.
З 12 серпня 2023 року Указом Президентського цивільного адміністративного органу, опублікованим в Офіційному віснику (тур. Resmi Gazete), губернатором району Кизилтепе був призначений Абдулла Шахін, професійний держпосадовець.
Мером Кизилтепе на місцевих виборах в березні 2019 було обрано Нілюфе́р Елі́к Їлма́з. Але 15 листопада 2019 року вона була звільнена через звинувачення, пов'язані з тероризмом і замінена призначеною державою посадовою особою, губернатором району — Хусеїном Ча́мом.
31 березня 2024 року після завершення місцевих виборів на посаду мера Кизилтепе перемогла Народна партія рівності та демократії (DEM), від якої співголовами муніципальної ради Кизилтепе були обрані Зейні́ Іпе́к і Хамдіє́ Біле́к Турга́й.

## Транспорт

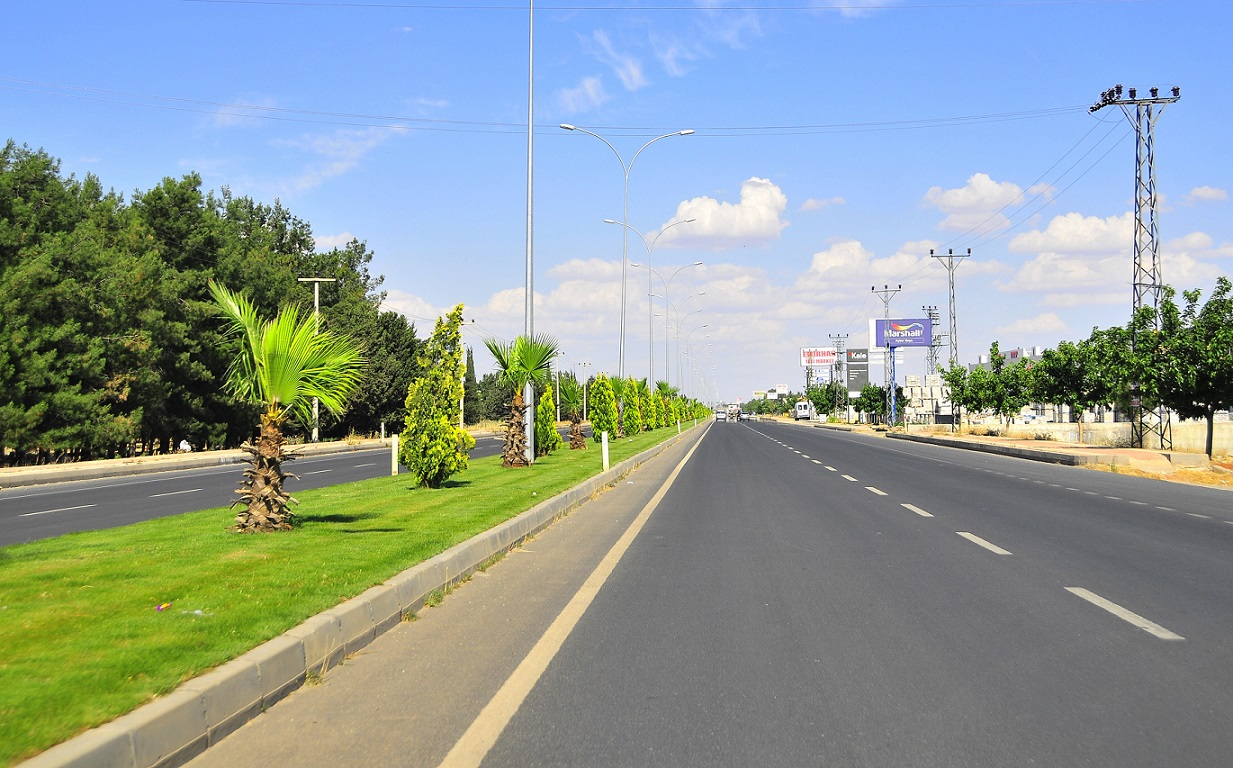
Державна дорога D400 поблизу Шанлиурфи

Кизилтепе розташований на 27-му кілометрі дороги Мардін — Шанлиурфа. 
Крізь Кизилтепе проходить державна автомагістраль D400 протяжністю 2057 кілометрів. Вона починається у Да́тчі (провінція Му́ґла) в південно-західному кутку Анатолійського півострова і закінчується біля іранського кордону в Есендере́ (Юксекова́). D400 курсує через міста Мармарис, Фетхіє, Анталію, Аланью, Мерсін, Адану́, Ґазіантеп, Шанлиурфу, Ширнак та Хаккярі́ та зв'язується з дорогою 16 в Ірані. Між Нізіпом та Чізре D400 є частиною європейського маршруту E90. 
Також у Кизилтепе починається автомагістраль D950 до Артвіна, довжиною 568 км.
За 8 км від Кизилтепе розташований аеропорт Мардін, відкритий для внутрішніх перевезень.

## Економіка
Економіка провінції Мардін значною мірою базується на сільському господарстві. Майже 80 відсотків активного населення працює в аграрному секторі. Найбільшу частку в експорті в галузевому розрізі займають зернові культури, бобові культури, насіння і плоди олійних культур. Друге місце посідають продукти переробки зернових, легка промисловість, виробництво сталі, хімічна продукція. Крім цього в районі існує виробництво меблів, паперу та виробів з деревини та шкір.

### Сільське господарство
У районі Кизилтепе 198 сіл. Більшість цих сіл, 75% активного населення,  займаються тваринництвом і землеробством. В окрузі інтенсивно вирощують зернові культури: пшеницю, сочевицю, кукурудзу, нут, ячмінь, рис і бавовну. Також розвинене овочівництво (помідори, баклажани, огірки, дині і кавуни). Вирощують також виноград, волоський горіх, гранат і фісташки — за виробництвом винограду провінція посідає четверте місце в Туреччині.
Третина сільськогосподарського виробництва припадає на тваринництво. Місцеві кочівники мігрують зі своїми тваринами між плато та рівниною. Розводяться вівці, кози, велика рогата худоба, осли та мули, кури.

### Промисловість
У провінції працюють промислові об'єкти з видобутку бурого вугілля та фосфатів. За даними MTA (тур. Maden Tetkik ve Arama, «Дослідження та розвідка корисних копалин»), на родовищі тур. Kızıltepe Çimenli-Arban розвідано кварцовий пісок. Запаси корисної копалини становлять близько 17 мільйонів тонн. В Кизилтепе є прядильна фабрика тур. Kidaş, комбікормовий та сочевичний завод, м'ясокомбінат, крупорушка, борошномельні заводи. Функціонує система вантажоперевезень дизельного палива з Іраку. Працює одна з двох в провінції Торгово-промислових палат тур. Kızıltepe Ticaret ve Sanayi Odası.

### Народні ремесла
Кизилтепе є центром ремесел, які займають важливе місце в економіці та відображають культурне багатство регіону. Найбільш поширеними ремеслами є килимарство, ручна обробка міді, ручне ткацтво та гончарство. 

### Туризм
Провінція Мардін є кандидатом на включення до Списку об'єктів Світової спадщини ЮНЕСКО. Регіональним управлінням охорони культурних і природних цінностей зареєстровані десятки доступних для відвідування пам'яток.
Регіон придатний до «караванного» туризму та кемпінгів, спелеотуризму, гірського та ландшафтного туризму, термального й мисливського туризму. В жодному іншому місті Анатолії неможливо побачити естетичну архітектуру, сформовану будинками, що вирізані в розломах скель, які спускаються до рівнини Кизилтепе.

## Населення
Турецький інститут статистики (TÜİK, TÜRKSTAT) оголосив результати Адресної системи реєстрації населення (ADNKS) та дані про населення Кизилтепе (провінція Мардін) у лютому 2025. За даними інституту, населення Кизилтепе у 2023 році становило 271 тисячу 307 осіб,  50,41 % складалося з 136 тис. 756 чоловіків, а 49,59 % — це 134 тис. 551 жінка. У 2024 році населення Кизилтепе становило 275 тисяч 460 осіб, у співвідношенні — 138 тис. 932 (50,44%) чоловіка та 136 тис. 528 (49,56%) жінок.
Площа району на 31 грудня 2019 року була 1300 км², населення становило 256 664 людини, тобто щільність населення становила 197,4 осіб/км² — Кизилтепе є районом з найвищою щільністю населення в провінції. У відносно малонаселених частинах Кизилтепе щільність населення складає біля 67 осіб/км² (в найменш густонаселеному кварталі Тузла (тур. Tuzla Mahalle проживало всього 28 осіб). В 1960-х роках почалась міграція до міста, і сільське населення почало пропорційно скорочуватися. Найвагомішими чинниками цього є економічні проблеми та терористична діяльність, що розпочалася у 90-х роках.
До 1915 року Кизилтепе був регіоном, де у більшості проживали вірмени. Зараз найчисленнішу групу населення Кизилтепе за етнічним походженням становлять курди (як правило, шафійської течії), також араби-суніти, ассирійці, турки (корінні турки, туркменські та балканські іммігранти, сирійці, вірмени, зази і черкеси.

#### Освіта
Рівень письменності 2019 року становив 96,7% дорослого населення (віком від 15 років): 99,1% — серед чоловіків, 94,4%% — серед жінок. Державні витрати на освіту становлять 3,4% ВВП країни, станом на 2020 рік (145-ге місце у світі). Середня тривалість освіти становить 18 років, для хлопців — до 19 років, для дівчат — до 18 років (станом на 2020 рік).

#### Трудові ресурси
Загальні трудові ресурси 2015 року становили 29,4 млн осіб, з яких 1,2 млн працюють за кордоном (21-ше місце у світі). Зайнятість економічно активного населення у господарстві країни розподіляється таким чином: аграрне, лісове і рибне господарства — 25,5%; промисловість і будівництво — 26,2%; сфера послуг — 48,4% (2010). 321,8 тис. дітей у віці від 7 до 14 років (3% загальної кількості) 2006 року були залучені до дитячої праці. Безробіття 2023 року дорівнювало 9,41% працездатного населення, 2012 року — 10,43% (161-те місце у світі); серед молоді у віці 15-24 років ця частка становила 17,6%, серед юнаків — 14,8%, серед дівчат — 22,9% (79-те місце у світі).

#### Біженці й вимушені переселенці
Кизилтепе розташоване неподалік від турецько-сирійського кордону, який проходить через прикордонне місто Нусайбін провінції Мардін, приблизно в 100 км на схід від Джейланпинара, поруч із сирійським Камишли.
Через кордон на територію Туреччини переходять біженці з Сирії та Іраку — у країні перебуває 10 244 біженців з Іраку (середина 2022 року), 3 122 899 з Сирії, (2024). Станом на 15.02.2024 в країні знаходяться також 41 665 українців. У той самий час налічується 1,099 мільйона внутрішньо переміщених осіб через збройне протистояння уряду з курдськими повстанцями 1984—2005 років на сході. Більшість ВПО — курди зі східних і південно-східних провінцій (2022).
Туреччина розмістила більшість сирійських біженців у наметових містечках, перші з яких з'явилися ще в липні 2011 року, і якими керує агентство з надзвичайних ситуацій країни. У 22 державних таборах поблизу сирійсько-турецького кордону розміщено 30 відсотків всіх сирійських біженців у Туреччині.
За даними місцевих неурядових організацій, офісів і сирійських комітетів, у регіоні Мардін проживає майже 200 тисяч сирійських іммігрантів, включаючи офіційні та неофіційні записи. Місце, де сирійці проживають найбільш густо за населенням, це Кизилтепе (після Кизилтепе йдуть Нусайбін та інші райони). 
У Кизилтепе була створена система реєстрації для ідентифікації сирійських біженців у рамках Програми запобігання соціальному відчуженню. Наразі система реєстрації діє у співпраці з губернаторством Мардіна та багатоцільовим громадським центром Кизилтепе (ÇATOM). Асоціація гуманітарної допомоги Support to Life (STL) відкрила англ. Kızıltepe Support to Life Point, де компактно проживає сирійське населення. Центр фінансується організацією цивільного захисту та гуманітарної допомоги Європейського Союзу.

### Турецький Курдистан
Курди мешкають на території всієї Туреччини, але переважно на сході та південному сході країни. На початку XX століття вони становили понад 20 відсотків населення, наразі, за різними даними, 15–18 % населення країни є етнічними курдами, які заселяють переважно східні та південно-східні провінції (так званий Турецький Курдистан). При цьому за конституцією 1924 року (зокрема за статтями 68, 69, 70, 80) курди, як і всі жителі країни, були оголошені турками. Всі мови, крім турецької, були заборонені, курдів дискримінували за мовною ознакою (турецька влада не визнавала існування курдської мови і забороняла її публічне вживання). Конституція 1982 року закріплювала статус турецької мови, як рідної мови усіх турецьких громадян, і не дозволяла публічне вживання інших мов. Спілкування курдською заборонялось навіть у приватному житті. Описана ситуація існувала до 1991 року і зникла завдяки сприянню президента Озала . 
Кизилтепе, що існує на землях, населених переважно курдами, знаходиться в ареалі впливу Курдської (Турецької) Хізбалли (курд. Hizbullahî Kurdî), яка з моменту своєї появи виступає проти світської течії в курдському національному русі, представленому Робітничою партією Курдистану (РПК), та веде підривну діяльність на південно-східних кордонах Туреччини. У народі це екстремістське угруповання отримало назву тур. Hizbul Vahset, або «Партія різанини». 
Конфлікт з курдською меншістю триває з часу заснування Турецької Республіки (у 1923 році і до 1938 року в Туреччині відбулось 18 повстань, у 16 з яких брали участь курди). Так званий турецько-курдський конфлікт розпочався у 1984 році (з жорсткого придушення владою Стамбула протистояння з курдами) і є однією із найважливіших проблем країни. Тривалий час курди Туреччини під проводом Абдулли́ Оджала́на вели збройну боротьбу за незалежність. Робітнича партія Курдистану визнана терористичною організацією в Туреччині, Сполучених Штатах та Європейському Союзі. З 1984 року воєнне протистояння між турецькою державою та РПК призвело до загибелі понад 40 тисяч осіб, майже 400 тисяч місцевих жителів втратили домівки, уряд виселив мешканців із близько трьох тисяч сіл у регіоні. Турецька Республіка веде тривалу боротьбу з екстремізмом і тероризмом з залученням регулярної турецької армії та Національної Розвідки Туреччини (МІТ). 
Наприкінці 1980-х в Кизилтепе був облаштований табір для курдів, які рятувалися від переслідувань режиму Садда́ма Хусе́йна. 
В 2006 році Кизилтепе був ареною зіткнення на національному підґрунті між курдами-повстанцями і турецькими силами безпеки.
7 жовтня 2014 року, після того як  Ісламська держава Іраку і Леванту (ІДІЛ) увійшла в сирійське місто Кобані і в місті почалися бої між ІДІЛ і курдськими силами, в багатьох містах Туреччини були організовані демонстрації на підтримку Кобані. Після подій, які спалахнули під час несанкціонованих демонстрацій, в Кизилтепе було введено комендантську годину.
Повз політичні міркування конфлікти з курдами в регіоні виникають ще й через те, що багато курдів, завдяки вдалому поселенню на сході країни, зробили великі статки на контрабанді (наркотики, нафта, транзит мігрантів).  Турецький Курдистан залишається значною транзитною територією для незаконного обігу наркотиків вздовж турецько-іранського та турецько-сирійського кордонів, при тому, що внутрішнє споживання нелегальних наркотиків відносно низьке порівняно з країнами регіону.
Під тиском світової громадської думки, в результаті зниження активності РПК, а також задля дотримання прав курдів відповідно до європейських стандартів, Туреччина почала поетапно пом'якшувати заборони. Коли до влади прийшов Ердоган, то перші два роки (2013–2015) доклав значних зусиль для поліпшення стосунків із нацменшинами, зокрема із курдами — зустрічався із місцевими політичними лідерами, сприяв перемир’ю між Туреччиною й РПК. Утім, ліберальна політика не тривала довго, Ердоган повернувся до підходу своїх попередників у ставленні до курдів. Під приводом боротьби з тероризмом прикручуються свободи серед курдів, зростає військова присутність у південно-східних частинах Туреччини.
Водночас турецький уряд багато робить для соціально-економічного розвитку курдських регіонів на південному сході Туреччини, а на індивідуальному рівні курди не зазнають жодної дискримінації і за умови турецької національної самоідентифікації можуть зробити блискучу кар’єру в державному апараті і збройних силах, та мати великий вплив у бізнесі. Близько половини з 15 мільйонів курдів, що проживають у Туреччині, особливо представники релігійної громади та інтегровані у турецьке суспільство люди, традиційно підтримують уряд в Анкарі.

### Вірменське питання
Вірмени — корінний християнський народ у Туреччині, який проживав на території історичної Західної Вірменії. На початку XX століття вірмени становили близько 17% населення країни і були більшістю населення в східних провінціях Османської імперії.
Починаючи від XI століття релігійне протистояння вірмен під час численних вторгнень мусульман (арабських Аббасидів, сельджуків та огузьких тюрків, курдських племен) на землі історичної Вірменії, спустошливі війни та масові переселення призвели до процесу витіснення, зменшення чисельності, корінного вірменського населення на цій території.
Населення Кизилтепе (Телермена) було переважно вірменським до 1895 року. Однак на початку XX століття в результаті політики турецького націоналізму і етно-релігійної чистоти національної держави місто, як і провінція в цілому, за чверть століття стало мусульманським. Вірмен не залишилося, ассирійське населення також постраждало від насильницької політики, яка застосовувалася до вірмен. Місто наразі залишається одним із найбільших курдських поселень у Туреччині. У районному центрі більшість населення становлять курди (>85%), є також араби (10%) та ассирійці як меншини. Є також курдські чеченські родини.
Насильницька ісламізація й отурчення вірменського населення відбувалася протягом 400 років, аж до перших років утворення Турецької республіки в 1923 році. Молодих вірменок силою забирали в мусульманські в гареми, а стосовно вірменських дітей, які залишилися сиротами, Османська влада проводила два основні напрями політики ісламізації та тюркізації: їх віддавали в державні турецькі притулки або держава роздавала їх на усиновлення мусульманському населенню для виховання в ісламських традиціях.
Масові акти насильницької ісламізації відбувалися насамперед у три етапи: в XVI—XVII століттях, 1894—96 роках, і 1915—23 роках. Останні два акти масової ісламізації супроводжувалися геноцидом вірмен.
Перша серйозна депортація християнського населення в провінції Мардін відбулася під час правління Абдул-Гаміда. Абдул-Гамід організував армію Хамідіє́, яка складалася в основному з курдів-сунітів. Внаслідок вірменських погромів 1894—1896 рр. загинуло за різними оцінками від 100 до 300 тис. західних вірмен.
Другий процес етнічної чистки в новітній історії Мардіна почався в 1915 році, коли основоположна ідеологія молодотурків — визначення національної ідентичності шляхом етнорелігійної чистки — трансформувалася у масові виселення і вбивства вірмен. Під час геноциду 1915 року вірмени з багатьох частин Анатолії були відправлені групами в табори в Алеппо і Дейр-ез-Зор. Серед них також були ассирійські та єзидські курди. Серед ассирійців 1915 рік відомий як «Сайфо́» («рік меча»). Однак масове знищення вірмен у цьому році було більш систематичним і всеосяжним. Беручи до уваги загальний підсумок 1915 року, можна сказати, що «Комітет єдності і прогресу», політична організація младотурків, реалізував рішення про ліквідацію ассирійців разом з вірменами як додатковий захід.
У ці роки, хоча точні цифри невідомі, багато вірмен, ассирійців і курдів-єзидів були насильно навернені в іслам. Криптовірмени, що заради порятунку від депортації в роки геноциду прийняли іслам, живуть на території історичної Західної Вірменії в сучасній Туреччини і приховують, з політичних та інших причин, своє вірменське походження.
Вірменське питання досі не вирішено остаточно. Станом на 2023 рік уряди та парламенти 34 країн, у тому числі Аргентини, Бразилії, Канади, Франції, Німеччини, Італії, Мексики, Росії та США, визнали геноцид вірмен. Три країни — Азербайджан, Туреччина та Пакистан — заперечують факт геноциду вірменів.

### Ісламізація
Іслам — перша за кількістю прихильників та значенням релігія у Туреччині. Встановлення ісламу на території сучасної Туреччини завершилося до другої половини XI століття, коли турки-сельджуки здійснили експансію у Східній Анатолії. Прийнявши іслам, тюркські племена осіли біля Візантії. 
На початку XIV століття над західною частиною Малої Азії запанувала Османська імперія. Турецький султан став фактичним повелителем правовірних, спадкоємцем верховної влади арабських халіфів. Намісники пророка, халіфи, приєднували до імперії нові землі, обертаючи при цьому в мусульманство їхнє населення. Ісламізація сильно трансформувала та уніфікувала побут, систему сімейних та суспільних відносин, етику, право на всій території халіфату. Релігійне право ісламу, шаріат, стало основою законодавства Османської імперії, визначало подальший напрям розвитку культури ісламізованих народів.
Насильницька ісламізація та тюркізація немусульманських народів Османській імперії починалася, перш за все, з обертання в іслам дітей. Діяв поширений інститут девшірме (тур. devshirme), «податок на кров» — примусовий набір християнських хлопчиків у мусульманські сім'ї із наступною службою при султанському дворі, зазвичай янича́рами. Девшірме́ проіснувало до XVIII століття.
Незважаючи на те, що після реформ Ататюрка лаїцизм (світський принцип) в Туреччині торкнувся сфери управління та освіти, іслам завжди залишався важливою частиною приватного життя громадян. У 1986 році праволіберальний уряд Турґута Озала офіційно схвалив ідею національної культури, в основі якої було покладено доктриною турецько-ісламського синтезу. Озал фактично заклав основу для кемалізму і для трансформації зовнішньої політики Анкари в напрямі неоосманської ідеології.
Ісламізація в сучасній Туреччині, яка триває з 70-х років XX століття, значно зросла з приходом у 2002 році до влади «Партії справедливості і розвитку».
Конфлікт між кемалістами та ісламістами у Туреччині триває сто років. Налічується кілька ісламістських екстремістських організацій, які прагнуть встановлення шаріатської держави і халіфату, скасованого Кемалем Ататюрком. Радикалізм цих організацій має елементи тюркського націоналізму, курдського сепаратизму, панісламізму, пантюркізму.

## Визначні архітектурні пам'ятки
Всі історичні будівлі в районі Кизилтепе відносяться до періоду правління Артукідів. Артукідське мистецтво — це турецько-ісламське мистецтво, яке протягом XII—XIII століть розвивалося в південно-східному регіоні Анатолії. Саме при Артукідах був закладений унікальний архітектурний вигляд регіону, і саме вони побудували його ключові пам'ятки, найважливішими з яких є Велика («Стара») мечеть, медресе Харзе́м Таджетті́н Месу́д, кам'яний міст Ташкьопрю́, вежа Тарассу́т і купол Ша́хкулубе́й.

### Археологічні знахідки
В курганах Ґюбаба́ Хьоюк (тур. Gübaba Höyük) та Шкефта́ Хьоюк (тур. Şkefta Höyük) поблизу Кизилтепе були знайдені зразки гончарного періоду, що датуються 6-тим тис. до н. е., і археологи вважають це артефактами Урукської та Халафської культур.
Під час розкопок у курганах Кизилтепе в 2011 році знайдено найстарішу у світі іграшкову повозку (арбу́) (7500 років).
В жовтні 2023 року в районі Кизилтепе, під час археологічних досліджень руїн римської вілли, були знайдені мозаїки з фігурами морських істот. Рятувальні роботи розпочалися 2 жовтня після повідомлення про незаконні розкопки в сільській місцевості району Узункая (тур. Uzunkaya Mahallesi), приблизно в 30 кілометрах від міста Кизилтепе, на території, відомій як Кела Ханма (тур. Kela Hanma, замок Ханим, тур. Hanım Kalesi). Роботи проводили експерти Музею археології та етнографії Мардіна (тур. Mardin Arkeoloji ve Etnografya Müzesi)та команда Дирекції регіональної лабораторії реставрації та консервації Діярбакира (тур. Diyarbakır Restorasyon ve Konservasyon Bölge Laboratuvarı Müdürlüğün).
Під час розкопок були виявлені мозаїчні покриття для підлоги, що належали до villa rustica. За оцінками спеціалістів знахідки датуються 5-м і 7-м століттями. За весь час рятувальних розкопок, що колись проводились в регіоні Мардін, мозаїку з морськими істотами знайдено вперше.

### Велика мечеть Кочхісар
Велика («Стара») мечеть (тур. Dunaysır Ulu Camii або тур. Koçhisar Ulu Cami, араб. Cami-i Kebir (الجامع الكبير)) є однією з найвидатніших історичних пам'яток району Кизилтепе. У період Артукідів адміністративною столицею був Мардін, а військовою столицею — Кизилтепе, це стало причиною зведення в місті Великої мечеті. Вона була побудована в XIII столітті Артукідами і донині відкрита для богослужінь. Одночасно в цій мечеті можуть молитися 800 чоловік.
Будівництво Великої мечеті у 1184 розпочав султан Юлюк-Арслан Хусам ад-дін (тур. Yülük Arslan Husam ad-Din, 1184—1203), один із Мардінських Артукідів, а після його смерті завершив у 1204 його брат Артук-Арслан Насір ад-дін (тур. Artuq Arslan Nasir ad-Din, 1203—1239). На дату будівництва мечеті вказує напис над конусоподібною аркою, що оточує нішу міхраба.
|  | Ім'ям Аллаха Милостивого, Милосердного! Добудову цієї споруди за милістю Аллаха здійснив Ель-Фатіх Артук Арслан, брат Меліка Саїда Хусамеддіна Юлюка Арслана (нехай спочиває з миром), син Артука, син Ільґазі, син Тімурташа, син Альпі, син Ільґазі. Хай Аллах прийме. Мухаррам 601 Оригінальний текст (тур.) Esirgeyen ve bağışlayan Allah’ın adıyla. Bu yapının tamamlanmasını Melik Said Hüsameddin Yavlak Arslan (Allah O’na rahmet etsin)’ın kardeşi Allahü teâlânın rahmetine muhtaç Artuk oğlu İlgazi oğlu Timurtaş oğlu Alpi oğlu İlgazi oğlu Ebu’l Feth Artuk Arslan gerçekleştirdi. Allah kabul etsin. Muharrem 601. — İnşa Kitabesi (mihrabın yedi dilimli kuşatma kemerinin üzerinde yer alan, H. 601/ Muharrem (1204 tarihli) |

Велика мечеть Дунайсір відображає всі архітектурні особливості регіону і вважається шедевром ісламської анатолійської архітектури часів Артукідів. Спочатку вона була величезною будівлею з медресе і з подвійним мінаретом. Існування двох мінаретів на північних кутах внутрішнього двору було доказано завдяки розкопкам у 1970-х і підкреслило важливість будівлі з точки зору розвитку анатолійської турецької архітектури. Але будівля медресе загинула, мінарети-близнюки не збереглися, а мечеть залишилася лише зі стінами, двома третинами даху та західним мінаретом; стінні камені мечеті були вилучені та вивезені до сусідніх сіл, а у 1940-х роках їх використовували для будівництва поліцейського відділку. У 1971 році були замовлені відновлювальні роботи Генеральним управлінням релігійних фондів Туреччини (тур. Vakiflar Genel Müdürlügü), а з 2015 по 2019 муніципалітетом були проведені реставраційні роботи.
План мечеті із прямокутним внутрішнім двором і трьома нефами вказує на те, що вона була спроєктована на основі Великої мечеті Дама́ска. Мечеть побудована на рівнинній ділянці на північний захід від сучасного міста Кизилтепе і складається з довгого та вузького молитовного залу, якому на півночі передує відкритий внутрішній дворик. Внутрішній двір шириною близько 57 м і довжиною 31 м оточений залами з усіх трьох боків, від яких збереглися лише фундаменти. Туди входили через два набори порталів на бічних стінах і п'ятий на північній стіні. Будівля мечеті займає площу 63,40×16,35 м, має стіни товщиною до 2,15 м. Діаметр злегка овального купола становить 9,75 м. Виступи на зовнішніх стінах є слідами фундаменту. В стінах та опорних елементах використано різьблений камінь, а в покривній системі — цеглу. Молитовний зал відкривається у внутрішній двір та розділений на три ряди і дев'ять нефів двома поперечними аркадами і перекритий трьома високими склепіннями. Ширший неф у центрі — це святилище з міхра́бом і мінбаром. Він увінчаний куполом, що спирається на подвійні арки з обох боків, і великою аркою в центрі з важкими опорами, яка тримає вхід. Кожна з чотирьох його частин (мукарна) має різний візерунок. Арки містять ніші для міхрабів, а інші оснащені перемичкою для створення прямокутного вікна, увінчаного відкритим люне́том. Кожна арка обрамлена рельєфним орнаментом у формі петлі. Інтер'єр мечеті, міхраб та стіни прикрашені витонченими різьбленими геометричними мотивами, арабесками та рельєфними квітковими написами. Кам'яний вівтар (міхраб) у формі раковини з розкішною кладкою демонструє ассирійський вплив з точки зору стилю, а в геометричних прикрасах — вплив архітектури періоду сельджуцької династії Зангідів.

### Медресе Харзем Таджеттін Месуд
Медресе́ Харзе́м Таджетті́н Месу́д (тур. Harzem Taceddin Mesud Medresesi) — комплекс будівель з різьбленого каменю, який зазнав великих пошкоджень арміями Айюбідів і Тамерлана. Наразі тільки могилу, яка сьогодні використовується як мечеть і як місце поклоніння, та сам простір мечеті можна відокремити одне від одного. Відомо, що медресе було зведено в XIII столітті, за часів Артукідів. Споруда, яка була побудована як невеликий соціальний комплекс з мечеттю, медресе, гробницею та мостом, значною мірою зруйнована. Проте напис на вході в будівлю зберігся до наших днів у цілості. Згідно з написом, медресе було побудовано Таджеддіном Месудом бен Абдуллою, звільненим рабом Меліка уль-Мансура Насреддіна Артук Арслана з династії Артукідів.
Руїни медресе знаходяться за 8 кілометрів від міста Кизилтепе у селі Зіяре́т на березі річки Зерка́н Сую́. Це прямо навпроти кургану Харзем, розташованого приблизно за два кілометри на північ від аеропорту Мардін. З огляду на багато змін, ремонтів та доповнень у структуру споруди, план першої версії медресе не вдалося скласти. В цілому в архітектурі домінують ознаки періоду Зангідів і Артукідів.

### Кам'яний міст Ташкьопрю (міст Дунайсір)
Кам'яний міст Ташкьопрю́ (міст Дунайсір) (тур. Tarihi Taş Köprü (Dunaysır Köprüsü)) збудовано через річку Зеркан Сую в районі Кочхісар, на дорозі Кизилтепе-Дерік. На мосту немає написів, але існує згадка про нього, датована 1204 роком, на стінах Великої мечеті Кочхісар, що приблизно за 100 метрів на південь від мосту. Враховуючи те, що Кизилтепе був важливим центром з 11 століття, і ґрунтуючись на схожості конструкції з мостами періоду Артукідів (з точки зору розташування, матеріалів і техніки будівництва), можна припустити, що міст збудували Артукіди на початку 13 століття .
Міст був зареєстрований рішенням Ради з охорони культурної та природної спадщини Діярбакира від 07.03.1996 р. Він тягнеться в напрямку північ-південь, належить до групи мостів із п'ятипроменевими стрілчастими арками та похилими поверхнями. Довжина мосту становить 51,00 м, ширина — 5,40 м, висота — приблизно 5,00 м. Несучими опорами на опорах мосту використано стрілчасті арки. Арка в середині перемички вища і більша ніж інші чотири арки (по дві з обох боків). Декоративних елементів або орнаментів на споруді немає. Міст побудовано з тесаного вапняку жовтого кольору та щебеню, деякі частини під час сучасних ремонтів були вкриті бетоном . Під час реставрації 2013—2014 років міст, який активно використовується, було адаптовано до його історичної текстури, видалені бетон і асфальт, нанесені на підлогове покриття, карнизи та перила, додатково укріплені опори мосту.

### Вежа Тарассут
Вежа Тарассу́т (вежа Терпіння) (тур. Gözetleme Kulesi (Tarassut) Nöbet (Sabır Kulesi)) — сторожова вежа, зведена на місці знесеної мечеті в районі Кочхісар.
Кизилтепе був центром торгівлі та багатства періоду Артукідів, у районі був навіть монетний двір, але не вистачало башти, або вежі, яка би його захищала, з якої можна було б постійно контролювати обстановку. Внаслідок цієї потреби у 1290 році під час правління Артукід-бея Мелік Мансура IV (Мансура Неджмеддіна Ґазі) було побудовано вартову вежу та обсерваторію (тур. Rasathane — Gözlemevi). Вважалось, що вежа, побудована в 1300-х роках, мала репутацію найбільшої обсерваторії на Азіатському континенті. На жаль, в 1949 році обсерваторія впала на будинок, і, зрештою, була знесена.

### Купол Шахкулубей
Купол Ша́хкулубе́й (Гробниця Ша́хкулубе́я) (тур. Şahkulubey Kümbeti) знаходиться на вулиці Шахкулубей в Єнімахаллє́, Кизилтепе. Кому належить могила всередині гробниці, достеменно невідомо. Нібито це гробниця полководця, який був лояльним до османського султана Сулейма́на Пишного, відповідав за безпеку навколо Дунайсіра (Кизилтепе), і загинув у конфлікті з озброєною бандою по дорозі до османського палацу. Купол Шахкулубей був збудований у 12 столітті та є одним з унікальних витворів з точки зору історії та культури, що залишилися з періоду Артукідів. Споруда повністю зроблена з каменю, прикрашена високим багатокутним кам'яним куполом, на кожній грані якого розташовані аркові вікна, прикрашені стрілчастими нішами.
Через зношеність конструкції у 1971 та у 2021 роках проводились реставраційні роботи. Під час цих досліджень всередині історичного купола виявлено 3 могили. Дослідження щодо ідентичності та періоду могил ще тривають. Гробниця всередині не має саркофага, не збережені також написи на вхідних дверях.

## Природні пам'ятки

### Долина Ґурс (Юджелі)
Долина Ґурс (Юджелі) (тур. Ğurs (Yüceli) Vadisi) знаходиться всього в 7 км на північ від районного центру Кизилтепе і налічує 12 поселень. З долини бере початок річка Зерґан. У той час як температура повітря в окрузі надзвичайно спекотна — 45—50 °C, температура в долині падає до 30 °C. Назва долини з точки зору туризму маловідома, але її прохолода та спокійна природа, струмки та водоспади є привабливими як для подорожніх до Мардіна так і для туристів.

### Водоспад Бешдеїрмен (Емрут)
Водоспад Бешдеїрме́н (Емру́т) (тур. Başdeğirmen Emrut Şelalesi — «п'ять млинів») розташований у районі Кизилтепе і відомий як «діамант, захований серед гір» (село Бешдеїрмен ховається між чотирма горами), знаний завдяки своїй історії та красі. Своїм зовнішнім виглядом він нагадує травертини Памуккале і є одними з місць, які відвідують любителі фотографії та ентузіасти історії. Влітку водоспад пересихає через падіння рівня води, тому мешканці та гості Туреччини відвідують цей район переважно взимку та навесні. Кількість туристів, що відвідали останнім часом водоспад та навколишні пам'ятки (в тому числі історичні водяні млини), перевищила 3 мільйони.

## Відомі люди

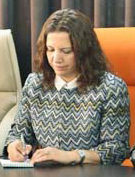
Сельма Ирмак

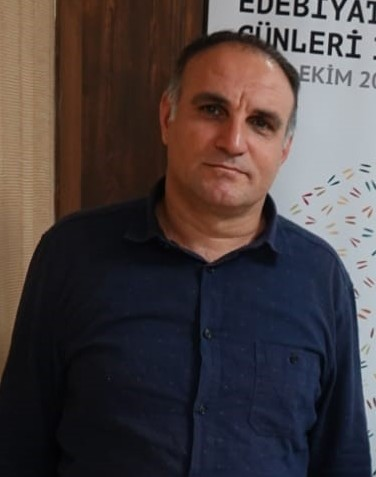
Лал Лалеш, 15 жовтня 2018 року

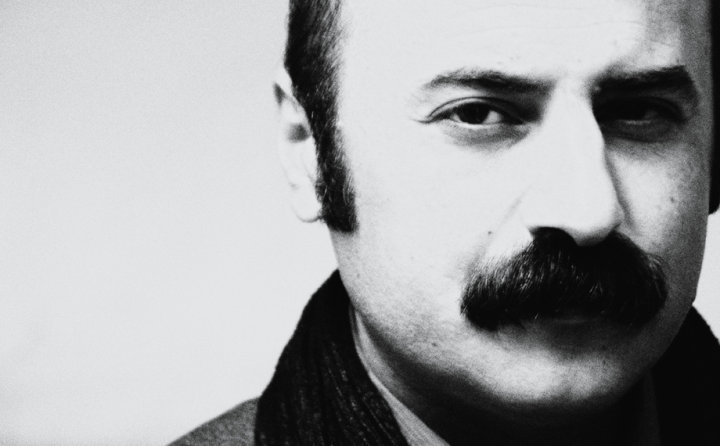
Міран Джанбар, 19 грудня 2015 року

- Сельма́ Ирма́к — (тур. Selma Irmak); нар. 08 березня 1971 р., Кизилтепе, Туреччина; турецька політикіня курдського походження, колишній член парламенту від Партії миру та демократії — (курд. Partiya Aştî û Demokrasiyê, тур. Barış ve Demokrasi Partisi (BDP) — ліва курдська політична партія Туреччини) і Народно-демократичної партії (курд. Partiya Demokratîk a Gelan, тур. Halkların Demokratik Partisi (HDP).
- Ферха́т Курта́й — (тур. Ferhat Kurtay); нар. 1949 р., село під Кизилтепе, Туреччина — пом. 18 травня 1982 р., Діярбакир, Туреччина — курдський професійний революціонер, що приєднався до визвольного руху у 1977 році. Здійснював організаційну діяльність у Мардіні та Кизилтепе, безпосередньо відповідав за формування партійних осередків. Змінив назву партії, яка була оголошена як «Робітнича партія Курдистану», з турецької «Kürdistan İşçi Partisi» на курдську мову «Partiya Karkerên Kurdistan». Був заарештований разом з друзями 23 листопада 1979 року. 18 травня 1982 року («ніч чотирьох») вони влаштували пожежу в камері в'язниці № 5 у Діярбакирі, в знак протесту проти тортур, жорстокого ставлення, репресій та страт після військового перевороту 12 вересня 1980 року, і мученицькі загинули[134][135].
- Мустафа́ Айдога́н — (курд. Mistefa Aydogan, тур. Mustafa Aydoğan); нар. 1957 р., Кизилтепе, Туреччина — сучасний курдський поет, письменник і перекладач. Емігрував до Швеції в 1985 році. Переклав курдською мовою твори Джека Лондона , Яша́ра Кема́ля , Азі́за Несі́на та Орха́на Паму́ка[136].
- Салі́х Аґі́р Косері́ — (курд. Salih Agir Qoserî); нар. 1969 р., Кизилтепе, Туреччина — сучасний турецький письменник, перекладач курдського походження. Живе в Мардіні, провівши п'ятнадцять років у Швеції. Переклав низку шведських, англійських і турецьких книг на курдську мову, включно з «1984» та «Колгосп тварин» Джорджа Орвелла, «Дивний новий світ» Олдоса Хакслі[137].
- Ібрагі́м Сейдо́ Айдога́н — (курд. Îbrahîm Seydo Aydogan); нар. 1976 р., Кизилтепе, Туреччина — сучасний турецький прозаїк, критик, перекладач і дослідник курдського походження. Переклав курдською мовою книги Орхана Памука «Наївний і сентиментальний романіст», «Мене називають Червоний». Брав участь у перекладі романа Мі́лана Кунде́ри «Невідомість».
- Яко́б Тілермені́ — (курд. Yaqob Tilermenî); нар. 1972 р., Кизилтепе, Туреччина — сучасний турецький прозаїк курдського походження.
- Ірфа́н Аміда́ — (курд. Îrfan Amîda); нар. 1968 р., Кизилтепе, Туреччина — сучасний турецький поет, прозаїк курдського походження.

- Лал Лале́ш — (курд. Lal Laleş); нар. 1975 р., Кизилтепе, Туреччина — сучасний турецький поет, драматург, режисер, видавець курдського походження.

- Міра́н Джанба́р — (курд. Mîran Janbar); нар. 1974 р., Кизилтепе, Туреччина — сучасний турецький поет, режисер, видавець курдського походження.

- Рена́с Джія́н — (курд. Rênas Jiyan); нар. 01 лютого 1974 р., Кизилтепе, Туреччина — сучасний турецький поет, письменник, філософ курдського походження.
- Мікае́ль Білбі́ль (офіційне ім'я: Мікаїл Бюльбю́ль — (курд. Mîkaîl Bilbil, курд. Mikail Bülbül); нар. 1978 р., Кизилтепе, Туреччина — сучасний турецький лінгвіст курдського походження.
- Нуретті́н Турґа́й — (курд. Nurettin Turgay); нар. 05 травня 1952 р., село Улукьой, Кизилтепе, Туреччина — сучасний турецький теолог, професор богослов'я курдського походження.
- Аза́д Біле́н — (курд. Azad Bilen); нар. 01 грудня 1975 р., Кизилтепе, Туреччина — сучасний турецький співак курдського походження.

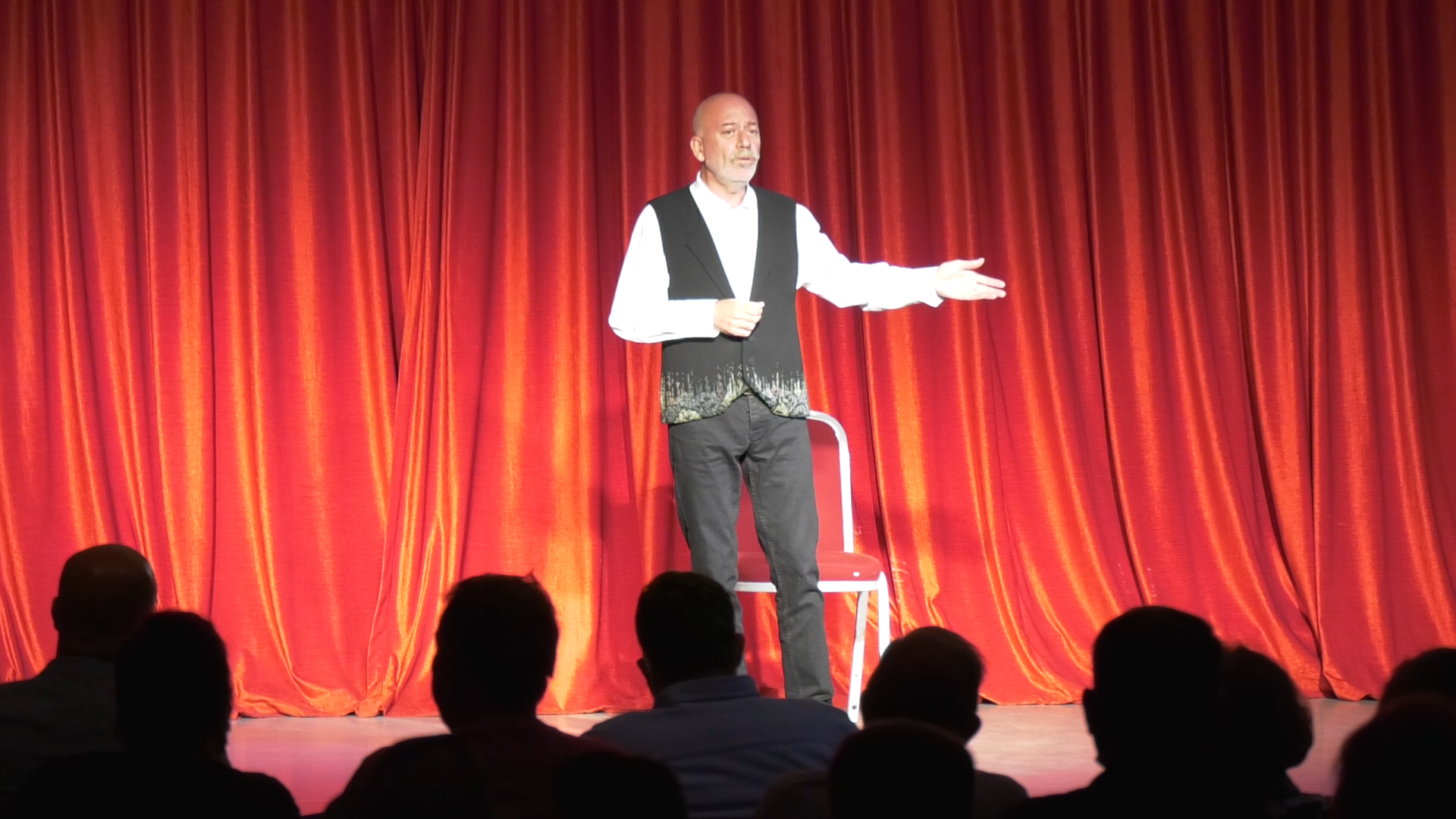
Мехмет Есен, 9 жовтня 2021 року

- Мехме́т Есе́н, більш відомий під сценічним ім'ям Мем Арара́т — (тур. Mehmet Esen, Mem Ararat); нар. 17 вересня 1981 р., Дерік, Мардін, Туреччина; турецький співак і автор пісень курдського походження.

- Мелі́х Сельчу́к — (тур. Melih Selçuk); нар. 07 лютого 1984 р., Кизилтепе, Мардін, Туреччина; турецький актор серіалів і кіно курдського походження, в 2009 році за роль у фільмі «Молоко» (тур. Süt) отримав нагороду «Перспективний молодий актор» на 16-му кінофестивалі «Золота коробочка» в Адані (тур. 16. Adana Altın Koza Film Şenliği), Премію «Надія» на 42-ій церемонії вручення нагород SİYAD Ахме́та Улуча́я (тур. 42. SİYAD Ödülleri Ahmet Uluçay Umut Ödülü), нагороду «Краща чоловіча роль» на 3-му Південному кінофестивалі (тур. 3. Güney Sinema Festivali).

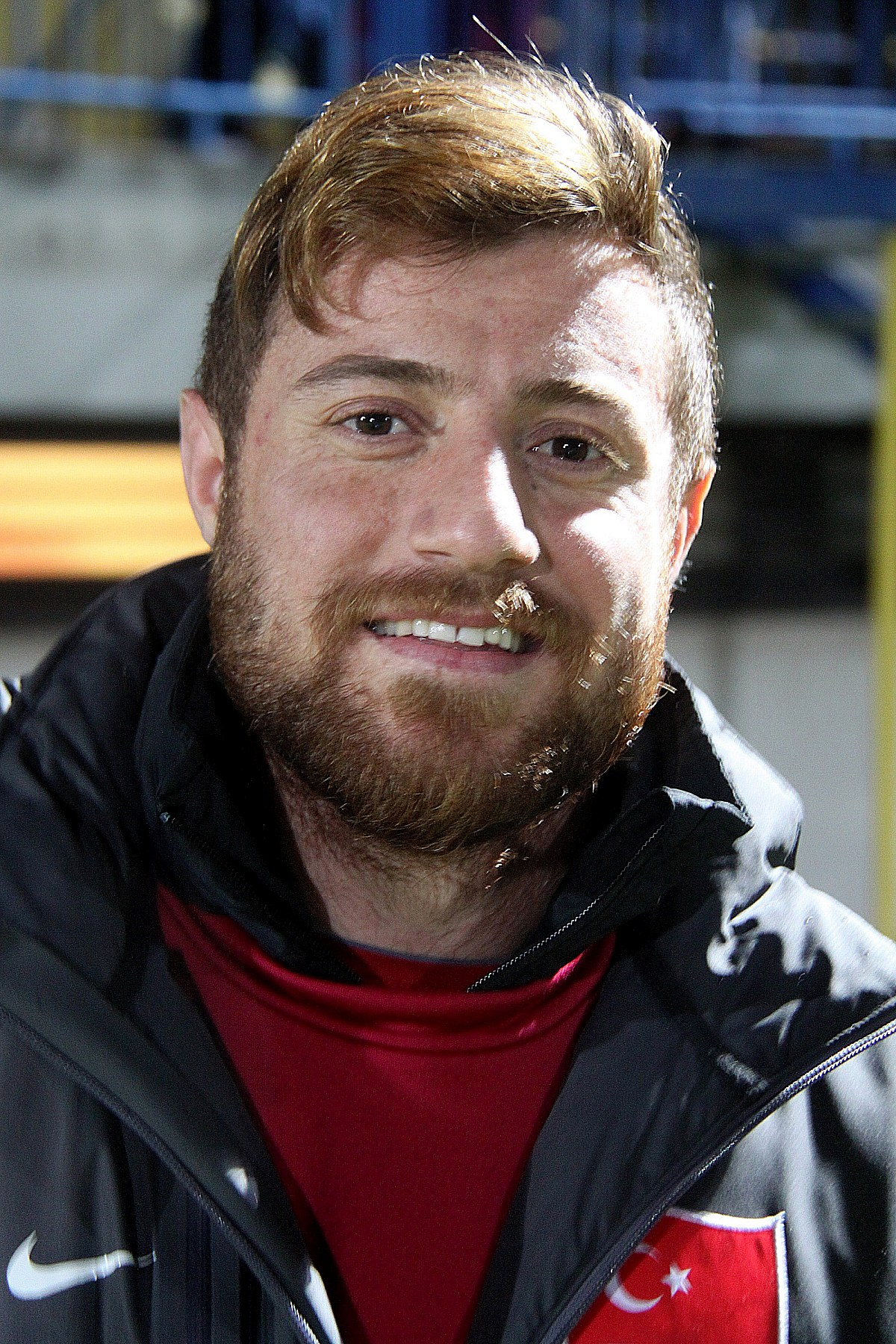
Окан Алкан («Буджаспо́р», Туреччина), 14 листопада 2013 року

- Ока́н Алка́н — (тур. Okan Alkan); нар.  01 жовтня 1992 р., Кизилтепе, Туреччина — сучасний турецький професійний футболіст, який грає на позиції правого захисника або правого вінгера клубу першої ліги Туреччини «Бандирмаспо́р» (тур. «Bandırmaspor»). Вихованець молодіжної системи Фенербахче́, дебютував на професійному рівні 29 серпня 2010 року, на міжнародному рівні грав за різні молодіжні збірні Туреччини.

- Феріт Ґюмюш — (тур. Ferit Gümüş); нар. 01 січня 1981 р., Кизилтепе, Туреччина — турецький баскетболіст на колісному кріслі та паралімпієць. Він є 3-очковим гравцем, який змагається за команду з баскетболу на візках «Ґалатасарай» і входить до чоловічої збірної Туреччини з баскетболу на візках. Грав у національній збірній, яка кваліфікувалася на літню Паралімпіаду 2012 року.